# Тассор
Государственный комплексный природный заказник регионального значения «Озеро Большой Тассор» — природный заказник в Угловском районе Алтайского края, Россия.
Создан в степной зоне с целью поддержания экологического баланса территории региона, сохранения выхода на поверхность красноцветных глин и связанного с ним уникального сообщества пустынного типа, расположенного в пределах девственного участка ковыльной степи. Озеро Большой Тассор расположено на территории заказника, в юго-западной части Кулундинской степи, которая называется Коростелевской степью. Находится как бы в низине, в засушливые годы пересыхает, относится к разряду горько-соленых.
На склонах озёрной котловины на большей части заказника повсеместно развиты современные бурые покровные суглинки, содержащие кристаллы гипса и обломки кварца. Имеется несколько камней-валунов.